# Katharina Stumpf Stiftung
Die Katharina Stumpf Stiftung ist eine rechtsfähige Stiftung des bürgerlichen Rechts und wurde am 19. September 1994 errichtet und arbeitet ohne finanzielle staatliche Zuwendungen. Die Stifterin war die Frankfurter Geschäftsfrau Katharina Stumpf. Die Stiftung wird vertreten durch ihren ehrenamtlichen, vierköpfigen Vorstand.
Der Zweck der gemeinnützigen Stiftung ist die Unterstützung von Personen, die wegen ihres Alters und/oder einer Erkrankung auf Hilfe angewiesen sind. Die Stiftung verfolgt ausschließlich, unmittelbar und selbstlos mildtätige Zwecke im Sinne der Abgabenordnung. Über die Vergabe der Stiftungsmittel entscheidet der Vorstand. Ein Rechtsanspruch auf eine Zuwendung von Stiftungsmitteln besteht nicht. Das Vermögen der Stiftung kann durch Zustiftungen, die ausdrücklich als solche benannt sind, erhöht werden.
Der Sitz und die Geschäftsstelle befindet sich in Frankfurt am Main, in deren Goldenes Buch sie im Jahr 2001 eingetragen wurde.
Durch die Stiftung wurden beispielsweise der Kreisverband Frankfurt der Arbeiterwohlfahrt, generationsübergreifende Wohlprojekte oder das Bürgerinstitut Frankfurt gefördert.